# Astronomia în Antichitate

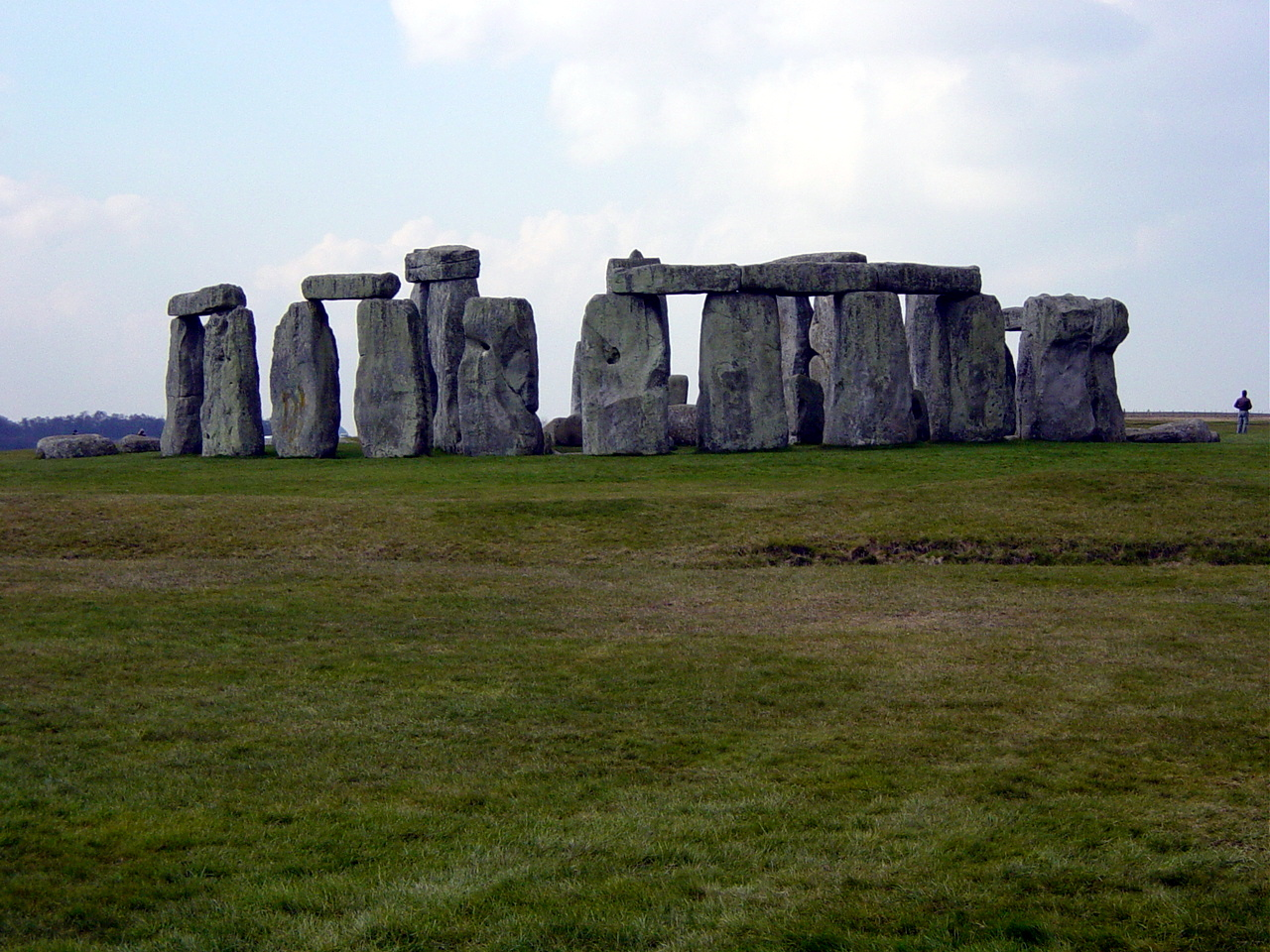
Stonehenge

Curiozitatea popoarelor din Antichitate asupra fenomenelor astronomice, a făcut ca aceștia să studieze cerul și să înțeleagă  formarea zilei și a nopții, rolul Soarelui și al Lunii în  măsurarea timpului și anotimpurile. Popoarele antice au observat că obiectele cerești au un comportament regular  aceasta ajutând la măsurarea timpului formând zile, luni și ani. 
Soarele răsare dinspre un punct, est și apune într-un punct opus, vest, dar ziua nu are aceeași lungime pe toată perioada anului, iar noaptea sunt vizibile grupuri de stele -   constelații care urmează același curs o dată la 365 de zile în jurul unui punct fix.
Calendarul a fost făcut după pozițiile și mișcările Lunii și ale Soarelui formând ziua, luna și anul.
Popoarele antice au asociat obiectele și fenomenele cerești, cu zei și spirite, construind temple și aliniamente astronomice.
Cele mai vechi mărturii despre importanța pe care o dădeau oameni cerului le avem din Sumer (circa 3500 î.Hr.), insulele Britanice (Stonehenge 8075 î.Hr., Newgrange 3200 î.Hr., Bryn Celli Ddu mileniul 3-4 î.Hr.), Egipt (piramidele de la Gizah, Saqquara și Dashur, mileniul al treilea î.Hr.) și Maya (între 1500 și 800 î.Hr.). Aceste populații au arătat un interes major în ceea ce privește crearea de sanctuare astronomice de unde puteau urmări și măsura răsăritul unor stele sau planete ca Sirius respectiv Venus  și Mercur. 
Sistemele cele mai cunoscute dacă nu cele mai dezvoltate sunt:
- în Lumea Veche:
  - astronomia indiană și chineză: Rig Veda menționează 27 de constelatii asociate mișcării Soarelui precum și cele 13 diviziuni zodiacale ale cerului,
  - astronomia sumeriană, și derivatele sale caldeană, mesopotamiană, egipteană și ebraică. Biblia conține afirmații despre poziția Pământului în Univers și despre natura stelelor și planetelor;
- în Lumea Nouă, astronomiile amerindiene sunt și ele foarte dezvoltate, îndeosebi cea toltecă, cea zapotecă (destul de apropiată) și mayașă foarte originală. Astfel, fără niciun Instrument optic, mayașii reușiseră să descrie cu precizie fazele și eclipsele planetei Venus.